# Гробети, Андре
Андре́ Гробети́ (фр. André Grobéty; 22 июня 1933, Ballaigues, Во — 20 июля 2013) — швейцарский футболист, игравший на позиции защитника. Участник двух чемпионатов мира (1962, 1966).

## Биография

### Клубная карьера
Гробети начинал карьеру в клубе «Серветт», за который отыграл семь сезонов.
В 1958 году перешёл в «Лозанну», в составе которой играл 10 сезонов, став чемпионом Швейцарии в 1965 году, а также выиграл 2 Кубка Швейцарии в 1962 и 1964 годах.
Его последним клубом в карьере стал «Мерен», в котором отыграв сезон, он завершил карьеру игрока.

### Карьера в сборной
В составе сборной Швейцарии играл на двух чемпионатах мира (1962, 1966), на которых швейцарцы выступали неудачно, занимая в группе последнее место. Всего за сборную Швейцарии сыграл 41 матч, в которых забил 1 гол.

### Смерть
Скончался 20 июля 2013 года в возрасте 80 лет.

## Достижения
«Лозанна»
- Чемпион Швейцарии (1): 1964/65
- Обладатель Кубка Швейцарии (2): 1961/62, 1963/64